# 南蛮音頭
南蛮音頭（なんばおんど) は山口県宇部市の新民謡。 作詞:野口雨情、作曲:藤井清水。

## 概要
山口県宇部市では古くから炭坑が行われ、当初は原始的な石炭の採掘方法であったが、1840年(天保11年)に宇部揚巻装置(南蛮車)が発明され、宇部の炭坑開発において大きな役割を果たすようになった。この機械仕掛けをいつしか「南蛮仕掛け」と呼ぶようになり、その南蛮車を押しながら女性達が唄った仕事唄が南蛮音頭の原型となった。
1929年(昭和4年)、宇部時報社が一般候補でこの曲の歌詞を募り、野口雨情が選び補作し、藤井清水が作曲して同年12月15日に広島放送曲で放送された。また、楽器作成と同時に島田豊が盆踊り式と舞台式の二様を振り付けた。また、楽器作成と同時に島田豊が盆踊り式と舞台式の二様を振り付けた。翌年の1930年(昭和5年)9月には歌手浅井丸留子の歌唱でビクターからレコード化され、1936年(昭和11年)11月にも歌手音丸の歌唱で日本コロムビアから発売された。
現在も宇部市では山口県を代表する民謡としてよく歌われ、保存継承されている。

## 歌った歌手
- 浅井丸留子(昭和5年)
- 音丸(昭和11年)
- 今奴(昭和28年)
- 照菊[6]
- 新橋千代菊
- 宇部正子(昭和50年)